# Georgiacetus vogtlensis
Georgiacetus vogtlensis (лат.) — вид вымерших китообразных, известный по находкам на территории США остатков из эоценовой эпохи. Скелет экспонируется в музее Южного университета Джорджии (англ.). Единственный вид рода Georgiacetus.

## Описание
Georgiacetus не имел хвостового плавника и плавал, используя волнообразные движения тела и задних ног в вертикальной плоскости, подобно тюленям. Таз не был прикреплён к позвоночнику, поэтому он не мог использовать задние конечности для передвижения по суше. Вооружённый челюстями с острыми зубами он, скорее всего, охотился на рыб и головоногих моллюсков. В длину был около 3,5—4 метров.